# Bram Van den Dries
Bram Van den Dries est un joueur belge de volley-ball né le 14 août 1989 à Herselt (province d'Anvers). Il mesure 2,07 m et joue attaquant. Il est international belge.

## Biographie
Il intègre la formation du Rennes volley 35 pendant l'avant saison 2018/2019, ,

Il a également effectué un aller-retour entre le club de Toulouse les Spacers et le club coréen d'Ansan,.

## Clubs
| Club                 | De            | À             |
| -------------------- | ------------- | ------------- |
| Topvolley Anvers     | 2007-2008     | 2008-2009     |
| Top Volley Latina    | 2009-2010     | 2009-2010     |
| Ombrie Volley        | 2010-2011     | 2010-2011     |
| Volley Segrate 1978  | 2011-2012     | 2011-2012     |
| Altotevere Volley    | 2012-2013     | 2012-2013     |
| Beauvais OUC         | 2013-2014     | 2013-2014     |
| Maliye Milli Piyango | 2014-2015     | 2014-2015     |
| AZS Olsztyn          | 2015-2016     | 2015-2016     |
| Spacer's Toulouse    | 2016-2017     | 2016-2017     |
| OK Savings Bank      | juin 2017     | décembre 2017 |
| Spacer's Toulouse    | décembre 2017 | mai 2018      |
| Rennes Volley 35     | 2018-2019     | 2018-2019     |
| KB Insurance         | 2019-2020     | 2019-2020     |
| PAOK Salonique       | 2019-2020     | ...           |

## Palmarès

### Club
- Ligue européenne (1)
  - Vainqueur : 2013

### Distinctions individuelles
- Meilleur marqueur du Championnat d'Europe des moins de 19 ans 2007
- Meilleur joueur de la Ligue européenne 2013
- Lors de la saison 2016/2017 il est le meilleur marqueur du Championnat de France masculin de volley-ball [6]